# Yōichi Kotabe
Yōichi Kotabe (小田部 羊一, Kotabe Yōichi, 15 septembre 1936 à Taipei,) est un animateur et character designer japonais.

## Biographie
Compagnon de route d'Isao Takahata, Hayao Miyazaki et Yasuo Otsuka, Yoichi Kotabe est considéré comme l'un des plus grands dessinateurs d'animation japonais de sa génération. Formé à la peinture classique japonaise, il commence sa carrière au studio d'animation de Toei en 1959 en tant qu'animateur et créateur de personnages sur Le Prince garnement triomphe de la Grande hydre. Il a pour mentor Yasuji Mori. Il collabore ensuite à Horus, prince du Soleil, d'Isao Takahata. Chargé de représenter la mer sur le film Les Joyeux pirates de l'île au trésor, il y créera une représentation de l'eau qui sera généralement utilisée dans les productions animées postérieures.
Quittant le studio Toei animation avec Isao Takahata et Hayao Miyazaki, Kotabe collabore avec eux à Panda Ko Panda.
Yōichi Kotabe élabora également le personnage d'Heidi dans la série réalisée par Isao Takahata d'après le roman du même nom.
Il collaborera par la suite à Nausicaa de la vallée du vent et au Tombeau des lucioles
Le terme character design (création stylistique de personnage) a été inventé par Isao Takahata pour décrire son travail sur Heidi.
Yōichi Kotabe rejoint plus tard Nintendo. Il est notamment responsable du design définitif de plusieurs personnages de la série Super Mario. Il travaillera également sur le design de certains pokémon, et participa à la réalisation de jeux comme Super Mario World et certains épisodes de The Legend of Zelda. Il travaillera plus tard sur la plupart des dessins animés de la firme, dont des longs métrages Pokémon. Entre 2007 et 2011, il devient animateur et illustrateur freelance, mais continuera à travailler avec Nintendo.
En 2003, il a été l'invité du festival Nouvelles Images du Japon au Forum des Images. Isao Takahata lui rend hommage à cette occasion.
En 2018, il dirige le "Grand Atelier d'animation japonaise" au Centre Européen d'Etudes Japonaises d'Alsace organisé par la NEF Animation. 
En 2019, il est invité d'honneur du Festival d'Annecy dans le cadre de la rétrospective consacrée au Japon, pays invité.

## Filmographie (incomplète)
- Horus, prince du Soleil (animation de l'eau)
- Panda Ko Panda
- Alps no shōjo Heidi (création des personnages)
- Pokémon

## Ludographie

### Divers
- Mario vs. Donkey Kong, directeur artistique.
- The Legend of Zelda: A Link to the Past, artwork.
- Wario Ware Inc: Mega Party Game, modélisation de personnage.
- Super Smash Bros. Melee, directeur.

### Support graphique
- Mario Party 3
- Mario Party 4
- Donkey Konga
- Mario Party 5
- Mario Party-e Card Pak

### Illustrateur
- Paper Mario
- Super Mario Kart
- Game and Watch Gallery 4
- The Legend of Zelda: Link's Awakening
- Donkey Kong '94
- Mole Mania

### Remerciements spéciaux
- Super Mario World
- Yoshi's Island: Super Mario World 2
- Super Mario Sunshine
- Kaeru no Tame ni Kane wa Naru
- Yoshi Touch and Go